# Eunoumeana lignosata
Eunoumeana lignosata är en fjärilsart som beskrevs av Walker 1861. Eunoumeana lignosata ingår i släktet Eunoumeana och familjen mätare. Inga underarter finns listade i Catalogue of Life.